# Lika

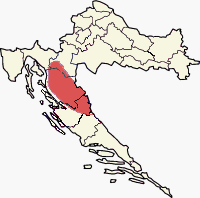
Extensión de Lika (en azul oscuro) con relación a Croacia (azul claro).

Lika (pronunciado [lǐːka]) es una región geográfica en el centro de Croacia, más o menos delimitada por la montaña Velebit por el sudoeste y la montaña Plješevica por el noreste; en el extremo noroeste está delimitada por el valle Ogulin-Plaški, y en el sureste por el paso Malovan. Actualmente la mayor parte del territorio de Lika forma parte del condado de Lika-Senj. Las ciudades de Josipdol, Plaški y Saborsko forman parte del condado de Karlovac, y Gračac es parte del condado de Zadar. Su extensión es de unos 5.000 km², y está habitada por unas 50.000 personas.
En su territorio se encuentra el parque nacional de Plitvice, Patrimonio de la Humanidad de la Unesco, la reserva natural más importante de Croacia.

## Geografía

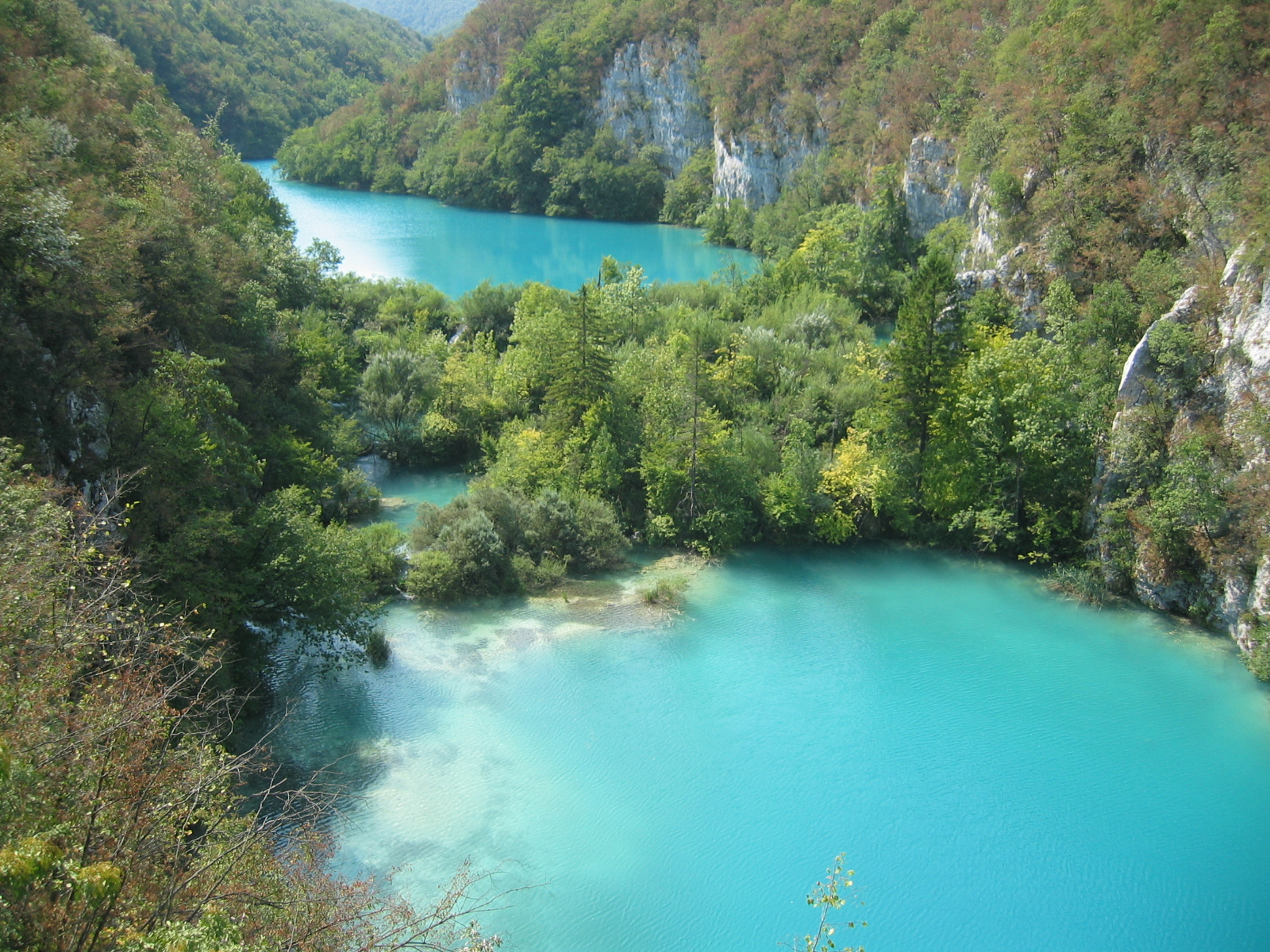
Vista de dos lagos en el parque nacional de Plitvice.

Lika y Gorski Kotar forman la llamada Croacia Montañosa, la zona con mayores elevaciones del país. Gorski Kotar, al norte, es más accidentada, mientras que Lika está formada por altas mesetas kársticas que culminan en la montaña Dinara, en la frontera con Bosnia y Herzegovina. Forma parte del llamado Karst dinárico.
El área es una combinación de bosques, colinas y praderas donde los inviernos son largos y los veranos cortos. En la zona se alternan lagos, cascadas y manantiales de espectacular belleza. El Parque Nacional de los Lagos de Plitvice tiene una superficie de unas 30 000 has, 22 000 de ellas cubiertas de bosques. La zona visitable se encuentra en el centro del parque, y consiste en 8 km² de valle poblado de bosques, donde la hidrografía ha conformado un paisaje formado por 16 lagos de diferente altitud comunicados por 92 cataratas y cascadas. La vegetación se compone en un 90% de hayas.

## Economía
Lika es tradicionalmente una zona rural, con un importante predominio económico de la actividad agrícola (patatas) y ganadera. La industria es mínima y se basa principalmente en el procesamiento de la madera. Los recursos turísticos tienen cada vez más importancia en la economía de la zona. A ello contribuye la presencia de dos parques nacionales: el de Lagos de Plitvice y el de Sjeverni Velebit, así como la proximidad de las turísticas áreas costeras de Dalmacia y unas buenas conexiones de transporte.

## Cultura
Lika tiene una importante cultura autóctona. En la mayoría de la región se hablan los dialectos ikaviano y estocaviano, variaciones del croata; y en torno a la ciudad de Brinje es empleado el chakaviano.
Los típicos sombreros de Lika son usados por los hombres locales y los agricultores de manera informal en el hogar, y también formalmente en bodas y celebraciones.

## Personalidades
Personajes célebres originarios de la región de Lika:
- Ante Starčević
- Luka Modrić
- Mile Budak
- Marko Orešković
- Jure Francetić
- Ferdinand Kovačević
- Jovanka Broz
- Rade Šerbedžija
- Franjo Šimić
- Slavko Štimac
- Nikola Tesla
- Nikica Valentić